# Planària

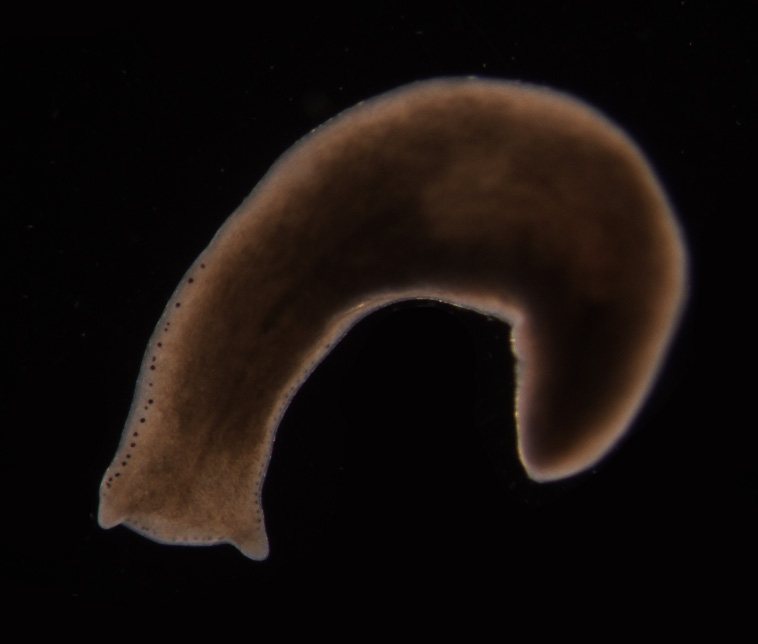
Polycelis felina, una planària planàrida d'aigua dolça

Una planària pot ser qualsevol dels cucs plans o platihelmints que pertanyen al grup taxonòmic parafilètic "Turbellaria", grup que exclou els representants del grup paràsit dels neodermats. Planària també és el nom comú emprat per a referir-se als membres del gènere Planaria, de la família dels planàrids, en el subordre dels triclàdides. El nom "planària" fa referència a la forma del cos, generalment aplanada dorso-ventralment.
Les planàries poden ser marines, d'aigua dolça o terrestres i presenten una distribució mundial.